# 선감도 (드라마)
《선감도》는 MBC에서 2000년 8월 15일에 방영된 8.15 특집 드라마이다. 1942년 5월 일제는 당시 경기도 부천군 대부면에 속한 섬이었던 선감도에 직업훈련을 시킨다는 명목하에 부랑아 수용시설인 '선감원'을 짓고 10대 소년들을 강제 노역에 동원하고 일부를 징병해 전장으로 내몰았다. 그곳 수용소에서 자행된 일본의 폭력과 이곳에 수용된 소년들의 용기와 자유에 대한 열망을 그렸다.

## 줄거리
일제 말기 1942년 5월, 당시 경기도 부천군 선감도의 부랑아 수용시설 선감원에 들어간 두 형제 수봉(김경호 분)과 대봉(양동근 분)은 첫 날부터 오수(김인권 분)의 눈 밖에 나서 고생한다. 그러던 중 중기(하승철 분)의 비밀을 알게 된 수봉은 중기를 피하고 이에 중기는 자살을 한다. 수봉은 야마가시(송금식 분) 때문에 중기가 죽었다고 생각하고 일본 국기를 찢고, 야마가시에게 중기를 살려내라고 소리치다가 독방에 갇히게 된다. 한편 원목이 몰래 탈출할 뗏목을 만드는 것을 본 대봉은 같이 가기로 하고 함께 뗏목 만들기를 거든다. 그러나 수봉이 갇혀 데리고 가지 못하겠다고 하자 대봉은 건물에 불을 지르고 수봉을 업고 탈출을 시도한다.

## 출연진
- 양동근 : 대봉 역
- 김경호 : 수봉 역. 대봉의 동생
- 김인권 : 오수 역. 수용소 원생의 우두머리
- 이혜인 : 유미코 역
- 하승철 : 중기 역
- 이민호
- 김형기
- 정승원
- 안경용
- 주선웅
- 정상곤
- 류지윤
- 송금식 : 야마가시 역
- 정수형
- 박종설

## 같이 보기
- 선감학원